# 羽田守快
羽田 守快（はねだ しゅかい、1957年 - ）は、日本の僧侶、文筆家。天台寺門宗「金翅鳥院」住職。

## 来歴
東京都生まれ。和光高校、駒澤大学文学部心理学専攻卒業。学生時代より修験道、密教の門をたたく。密教の立場から祈祷占術の研究を重ねる。天台寺門宗旧東京出張所でもある天台宗大福生寺、故白戸快昇大僧正門下に入り、主に密教と修験を学ぶ。また密教占星法を研鑽、独自の尊星王流宿曜道を確立。尊星王流宗家。密教祈祷、密教占星術、心理セラピーなどを融合して信徒の育成にあたる。天台寺門宗本山布教師、大慈光教主管、総本山園城寺学問所員、鎌倉市の金翅鳥院住職。
著書に「実践 般若心経入門」「般若心経入門」「修験道秘経入門」「密教宿曜占星術」「破門殺」など。

## 著書
- 『あなたを幸せにみちびく観音さま-その教えと信仰の秘訣』2014年 大法輪閣
- 『読むだけで不動明王から力をもらえる本』2016年 大法輪閣
- 『あなたの願いを叶える 最強の守護神 聖天さま』2017年 大法輪閣
- 『あなたを必ず守ってくれる 地球のほとけ お地蔵さま』2017年 大法輪閣
- 『あなたの人生を変える 龍神さまの《ご利益》がわかる本』2017年 大法輪閣
- 『未来を開く不思議な天尊 荼吉尼天の秘密』2020年 大法輪閣